# Fora de Sant Julian
Forest Sant Julian (en francès Forest-Saint-Julien) és un municipi francès situat al departament dels Alts Alps i a la regió de Provença – Alps – Costa Blava.

## Demografia
| 1876                                       | 1962 | 1968 | 1975 | 1982 | 1990 | 1999 | 2006 | 2018 |
| ------------------------------------------ | ---- | ---- | ---- | ---- | ---- | ---- | ---- | ---- |
| 562                                        | 227  | 231  | 197  | 177  | 178  | 218  | 263  | 333  |
| Des de 1962: població sense dobles comptes |      |      |      |      |      |      |      |      |

## Administració
| Període   | Identitat     | Partit |
| --------- | ------------- | ------ |
| 2001-2008 | Jean Garnier  |        |
| 2008-     | Fabrice Borel |        |